# Andrei Petrowitsch Kisseljow

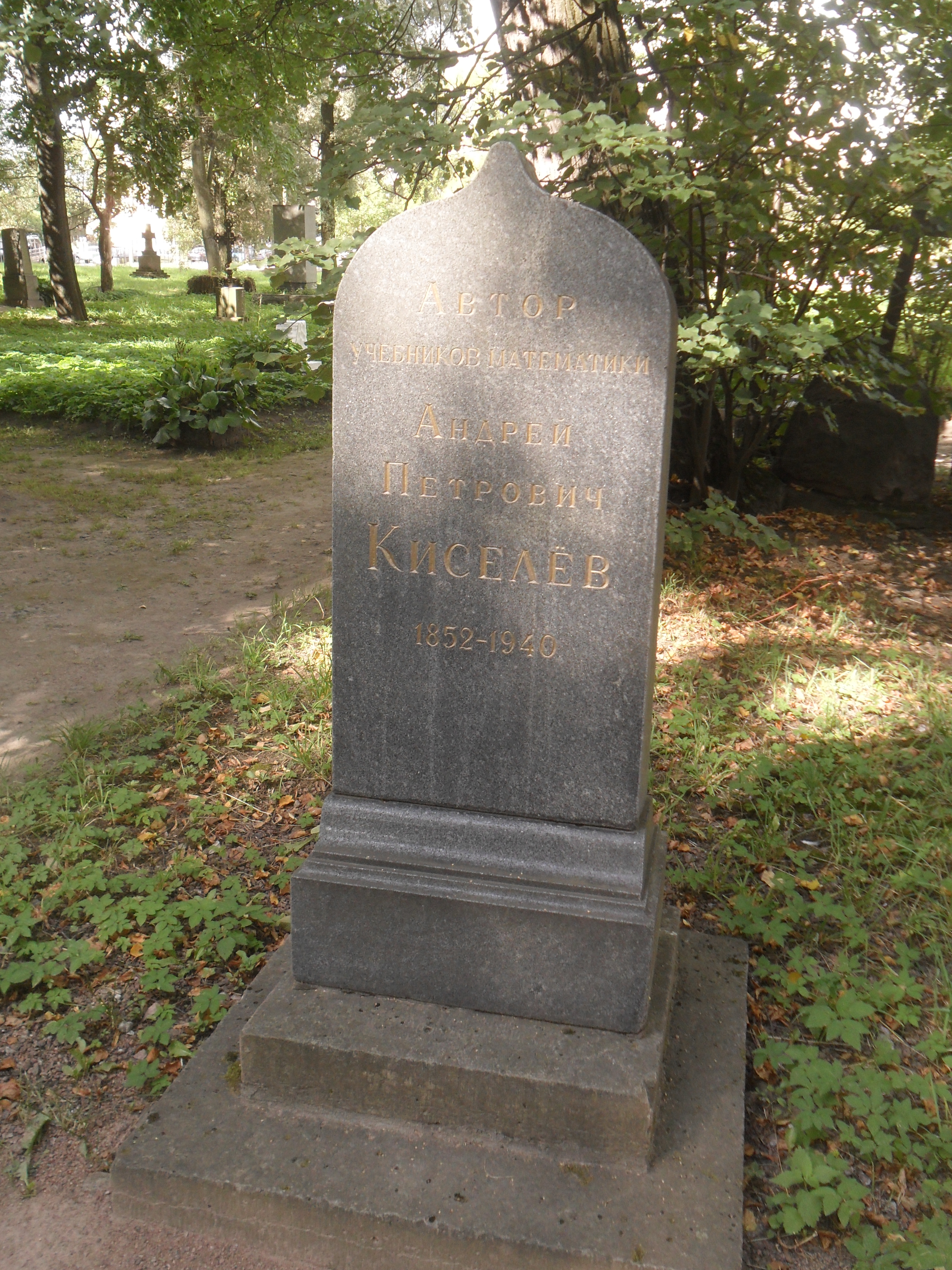
Grabstein von Kisseljow

Andrei Petrowitsch Kisseljow, russisch Андрей Петрович Киселёв, englische Transkription Andrei Petrovich Kiselyov oder Kiselev, (* 30. Novemberjul. / 12. Dezember 1852greg. in Mzensk; † 8. November 1940 in Leningrad) war ein russischer Mathematiker und Mathematikpädagoge, der in Russland für ein Geometrie-Lehrbuch bekannt ist.
Kisseljow studierte an der Universität Sankt Petersburg mit dem Abschluss 1875 und war dann Lehrer für Mathematik, Darstellende Geometrie und Mechanik an der Realschule (Techniker-Schule) in Woronesch (bis 1891) und bis 1901 an der Kadettenschule in Woronesch. Danach zog er sich aus der Lehre zurück, wurde aber ab 1917 (nach der Oktoberrevolution) wieder aktiv als Lehrer und in der Veröffentlichung von mathematischen Schulbüchern, die er ständig verbesserte. Er besuchte regelmäßig Kongresse, fuhr ins Ausland um sich in der Mathematikpädagogik auf dem Laufenden zu halten und hatte eine große Bibliothek mathematischer Bücher.
Von ihm stammen lange in Russland und der Sowjetunion im Schulunterricht weit verbreitete Lehrbücher der Mathematik, insbesondere seine Geometrie von 1892. Sie stachen durch Konsistenz, Klarheit und Kürze sowie ihren theoretischen Hintergrund unter vergleichbaren zeitgenössischen Büchern hervor.
Als Lehrer stach er früh durch seine pädagogischen Fähigkeiten hervor. Er kümmerte sich um jeden Schüler individuell unabhängig von deren Begabung. Sein Unterrichtsmaterial bereitete er sorgfältig und unter pädagogischen Gesichtspunkten vor, legte Wert auf Klarheit und Kürze und verwendete exakte Definitionen. Noch vor seinem Rückzug als aktiver Lehrer 1901 erhielt er den Orden des Heiligen Stanislas und der Heiligen Anna.
Er war auch sozial aktiv, hielt öffentliche Vorträge über wissenschaftliche Fortschritte und schrieb populärwissenschaftliche Aufsätze.
1933 erhielt er den Orden des Roten Banners der Arbeit.  Er wurde auf dem Wolkowo-Friedhof begraben (nahe Dmitri Iwanowitsch Mendelejew).
Die Malerin Jelena Kisseljowa war Kisseljows Tochter.

## Schriften
- Systematischer Kurs für Arithmetik an höheren Schulen (Russisch), 1884
- Elementare Algebra (Russisch), 1888
- Geometrie (Russisch), 1892
- Arithmetik (Russisch), 17. Auflage 1955
- Algebra (Russisch), 2 Bände, Band 1, 29. Auflage 1955, Band 2, 42. Auflage 1965
- Geometrie (Russisch), 2 Bände, Band 1, 1962 (21. Auflage), Band 2, 1975 (35. Auflage)
  - Englische Übersetzung: Kiselev´s Geometry, 2 Bände, Band 1 Planimetry, Band 2 Stereometry, Samizdat, El Cerrito (USA) (übersetzt und bearbeitet von Alexander Givental)